# Джуліо (монета)

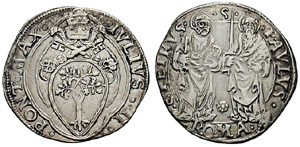
Джуліо папи Юлія II. Аверс містить герб понтифіка, реверс – зображення апостолів Петра та Павла

Джуліо (італ. Giulio) — назва середньовічної срібної монети Папської області та деяких інших італійських держав.
Вперше викарбувана в 1508. Спочатку представляла срібний гросо вагою 3,87 г. Свою назву отримала на ім'я папи римського Юлія II (1503-1513). 10 Джуліо відповідали 1 золотому дукату. Назва в подальшому перейшла на інші гросо Папської області та італійських держав.
Аверс містив портрет папи римського чи його герб. На реверсі поміщали зображення апостолів Петра та Павла.
Стали основними срібними монетами Папської області XVI ст. Їх наслідування також карбували багато італійських держав. Наприклад, у Мантуанському герцогстві за правління Вінченцо I Гонзагу карбували монети в 2 джуліо, які отримали назву ансельміно. Дизайн монет різних правителів має свої відмінності. Під час Клименту VII штемпелі для монет номіналом 1½ джуліо робив знаменитий італійський скульптор, музикант та живописець Бенвенуто Челліні.
Надалі вага та зображення на монеті змінювалися. Останні джуліо викарбувані під час правління папи Пія VII в 1817. У першій половині XIX століття в Папській області склалося таке співвідношення грошових одиниць: 1 джуліо = 2 гроссо = 10 байокко.